# Polskie Górnictwo Naftowe i Gazownictwo
Polskie Górnictwo Naftowe i Gazownictwo S.A. (PGNiG, Polnische Erdölbergbau und Gas Aktiengesellschaft) ist ein polnischer Mineralöl- und Erdgaskonzern mit Sitz in Warschau. Die Aktie des Unternehmens ist an der Warschauer Wertpapierbörse gelistet und in deren Leitindex WIG 20 enthalten.

## Geschichte
PGNIG wurde als staatseigenes Unternehmen am 1. Dezember 1982 gegründet. Die darin vereinten Unternehmen blicken auf Firmengeschichten bis in das 19. Jahrhundert zurück. Am 30. Oktober 1996 wurde PGNIG in eine Aktiengesellschaft umgewandelt. Das Unternehmen ging am 23. September 2005 mit einem Eröffnungskurs von 3,81 Euro an die Warschauer Wertpapierbörse. Mit dem Beitritt Polens zur EU und der Öffnung des dortigen Energiemarktes weiteten sich die Geschäfte in Richtung Westen aus. 61.000 ehemalige und aktuelle Mitarbeiter wurden 2009 berechtigt, 15 % der PGNiG-Aktien kostenlos zu übernehmen. Sie halten 750 Millionen von insgesamt 5 Milliarden Aktien. Dadurch sinkt der Anteil des Finanzministeriums auf 72,05 Prozent.
Anfang Oktober 2018 unterzeichnete PGNiG zwei Verträge mit dem US-amerikanischen Konzern Venture Global LNG über Flüssiggas-Lieferungen (LNG) aus den USA für über 2 Millionen Tonnen jährlich für 20 Jahre. Am 19. Dezember 2018 wurde mit Port Arthur LNG, einer Tochtergesellschaft der Sempra Energy in San Diego in Anwesenheit von Vertretern der Regierungen der USA und Polens der Erwerb von jährlich zwei Millionen Tonnen LNG (2,7 Milliarden Kubikmeter nach der Entgasung) zwischen 2023 und 2043 vereinbart. PGNIG übernimmt das Gas am Port Arthur LNG-Terminal, das in Jefferson County in Texas, gebaut wird. Insgesamt kann PGNiG pro Jahr ab 2023 mindestens 7.450.000 Tonnen Flüssigerdgas anbieten.
Im August 2020 kündigte Entwicklungsminister Jerzy Kwieciński an, dass PKN Orlen die Firma kaufen wolle, um mit einem großen Energie-Unternehmen „die wirtschaftliche Position Polens in Europa und der Welt zu stärken“.
PGNiG Norway, ein Tochterunternehmen, hält über 20 Explorations- und Produktionslizenzen in Norwegen. Im Oktober 2018 unterzeichnete die Gesellschaft einen Vertrag mit Norwegens größtem Energiekonzern Equinor zur Übernahme eines 42,38-prozentigen Anteils am Gas- und Kondensatfeld Tommelten Alpha in der Nordsee. "Diese jüngste Acquisition bedeute eine erhebliche Steigerung der Erdgasproduktion in der Region, sagte Piotr Wozniak, CEO von PGNiG. Produktionssteigerungen bedeutet für Polen künftig mehr Energiesicherheit. Denn anders als Deutschland und andere EU-Länder will Polen kein Gas aus Russland beziehen, sondern setzt auf LNG-Lieferungen aus den USA und Gas aus Norwegen, das über die geplante Erdölleitung Baltic Pipe über Dänemark nach Polen transportiert werden soll. Zurzeit ist Polen noch stark von russischem Gas abhängig (2017 kamen fast 70 % der Gesamtgasimporte aus Russland); mit Fertigstellung der Baltic Pipe (2022) soll die Vertragsbeziehung mit Gazprom enden. Polen will in Kauf nehmen, dass das norwegische Gas teurer sein wird als das sibirische.

## Aktionärsstruktur
Das Grundkapital der Gesellschaft beträgt 5.778.314.857 Złoty und verteilt sich auf 5.778.314.857 Aktien zum Nennwert von je 1,00 Złoty.:36
| Aktionär         | Anzahl gehaltener Aktien | Anteil am Grundkapital | Stimmrechtsanteil |
| ---------------- | ------------------------ | ---------------------- | ----------------- |
| Polnischer Staat | 4.153.706.1574           | 71,88 %                | 71,88 %           |
| Streubesitz      | 1.624.608.700            | 28,12 %                | 28,12 %           |

## Sponsoring
Das Unternehmen ist seit 2010 Sponsor und Namensgeber der höchsten polnischen Handballliga der Männer, der PGNiG Superliga Mężczyzn.